# Aziatische baardvogels
Aziatische baardvogels (Megalaimidae) zijn een vogelfamilie uit de orde van spechtvogels. Er zijn ook Afrikaanse en Amerikaanse baardvogels, maar die behoren tot andere families uit deze orde. Aziatische baardvogels komen voor van Tibet tot de Filipijnen en de  lijn van Wallace in Indonesië; het grootste aantal soorten wordt gevonden op het schiereiland Malakka en Sumatra. 
De familie kent twee geslachten en 34 soorten.

## Taxonomie
- Geslacht Caloramphus - Lesson, 1839 (2 soorten: bruine baardvogel en grauwe baardvogel)
- Geslacht Psilopogon - S. Muller, 1836 (32 soorten)

Het geslacht  Megalaima is opgegaan in Psilopogon.
Glansvogels · Baardkoekoeken · Capitonidae · Lybiidae · Megalaimidae · Honingspeurders · Semnornithidae · Toekans · Spechten